# كازو ناكامورا
كازو ناكامورا هو رسام كندي، ولد في 13 أكتوبر 1926 في فانكوفر في كندا، وتوفي في 9 أبريل 2002 في تورونتو في كندا.